# Тенгблад, Иса

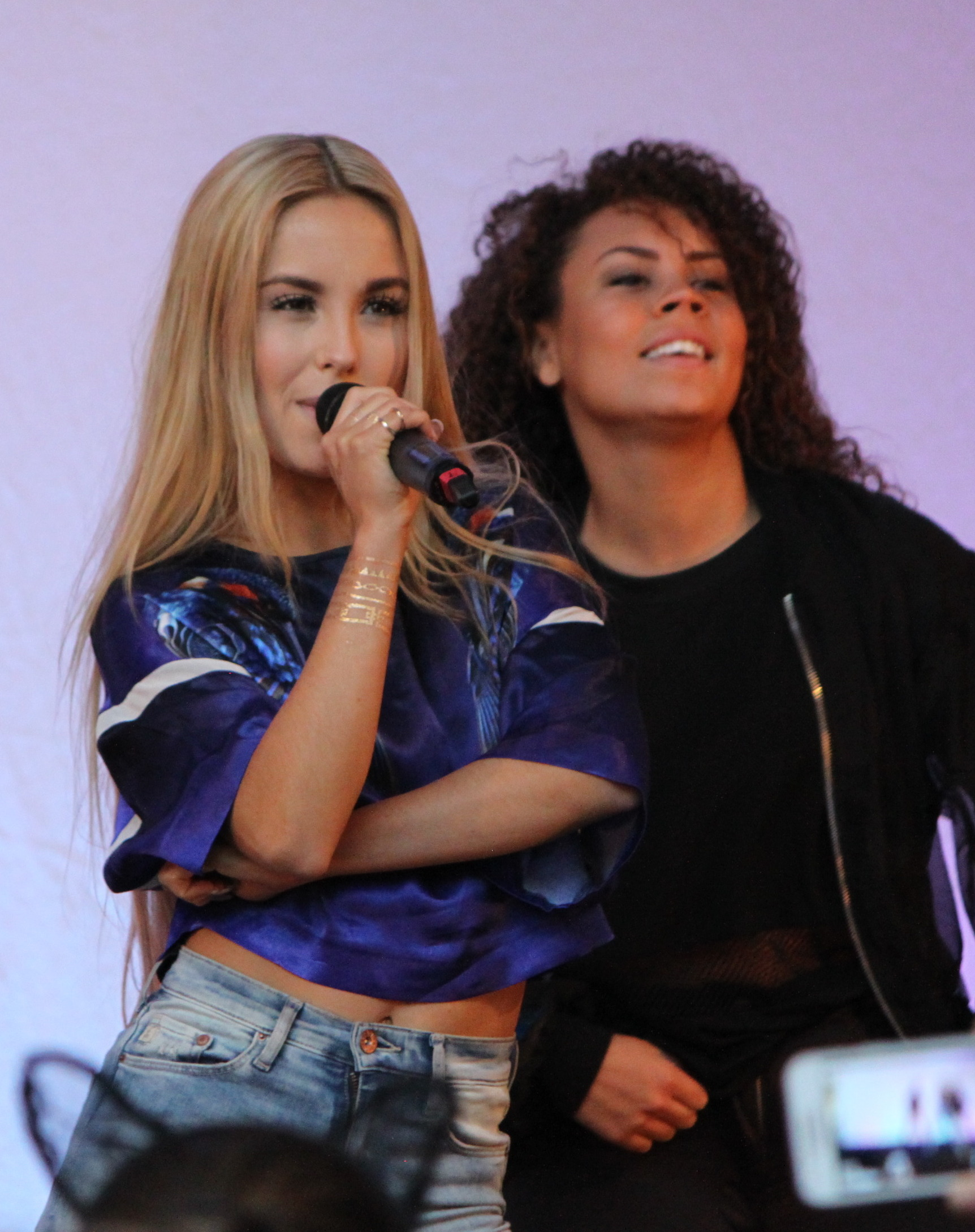

Иса Санна Маттиасдоттер Тенгблад (швед. Isa Sanna Mattiasdotter Tengblad, также известна как Иса — швед. Isa (как вариант ISA; род. 25 апреля 1998) — шведская певица и автор песен.

## Биография
Участвовала в шоу талантов «Звёздочки» (Småstjärnorna), где она пыталась подражать певице Йилль Юнсон. Трансляция велась на канале TV4. Летом 2012 года Иса выпустила сингл «Bomb». С этой песней она в том же году выступила в телевизионной программе Sommarkrysset. В 2014 году певица выпустила сингл «What We Are».
Позже Иса с песней «Don't Stop» участвовала в третьем полуфинале песенного конкурса Melodifestivalen 2015, проходившего на стадионе «Френдс Арена». В итоге певица попала в финал.
22 мая 2015 года она участвовала в голосовании на конкурсе песни «Евровидение-2015», став одним из самых молодых членов профессионального жюри среди шведской группы. Голоса жюри были объявлены на следующий день после финала конкурса песни. В 2016 году приняла участие в конкурсе песен Melodifestivalen 2016 с песней «I Will Wait».

## Дискография

### Синглы
| «Bomb»                                                                                  | 2012 | —  | —  |                   | Неальбомные синглы |
| «What Are We»                                                                           | 2014 | —  | —  |                   | Неальбомные синглы |
| «Don’t Stop»                                                                            | 2015 | 14 | 12 | - GLF: Платиновый | Don’t Stop EP      |
| «Drum & Bass»                                                                           | 2015 | —  | —  |                   | Don’t Stop EP      |
| «Oh My»                                                                                 | 2015 | —  | —  |                   | Неальбомные синглы |
| «Let It Kill You»                                                                       | 2015 | —  | —  |                   | Неальбомные синглы |
| «I Will Wait»                                                                           | 2016 | 35 | —  | - GLF: Золотой    | Неальбомные синглы |
| «I.S.A.»                                                                                | 2017 | —  | —  |                   | Неальбомные синглы |
| «Me Too»                                                                                | 2017 | —  | —  |                   | Неальбомные синглы |
| «—» означает, что сингл не попал в чарты или не был выпущен на определённой территории. |      |    |    |                   |                    |

### Альбом
- 2015 — Don’t Stop (EP)